# Гольдфарб, Яков Лазаревич
Яков Лазаревич Гольдфарб (6 января 1901, Черняхов, Волынская губерния, Российская империя — 28 октября 1985, Москва, СССР) — советский учёный-химик.

## Биография
Окончил гимназию, краткосрочные педагогические курсы (1919), два курса педагогического факультета 2-го МГУ, химическое отделение физико-математического факультета 1-го МГУ (1929). Ученик профессора Г. Л. Стадникова (1880—1973)
В 1920—1921 служил в РККА. Затем работал в Научно-исследовательском физико-химическом институте им. Л. Я. Карпова, в лаборатории химии угля Научно-технического управления ВСНХ СССР, преподавал химию и математику в средней школе (первое время — одновременно с учёбой в университетах).
В 1929—1930 разработал и внедрил в производство синтез веронала.
С 1930 г. работал в лаборатории синтеза животных и растительных веществ (ЛАСИН) при Комиссии по изучению естественных производительных сил России АН СССР (с 1938 г. — лаборатория гетероциклических соединений Института органической химии (ИОХ) АН СССР). В 1945—1985 зав. лабораторией.
Также в 1940—1960 гг. читал лекции на факультете молекулярной и химической физики Московского физико-технического института.
В 1936 г. без защиты диссертации присуждена учёная степень кандидата химических наук. С 1946 г. доктор наук, тема диссертации «Исследование в области производных никотина», и профессор.
Темы научных исследований — химия пиридина, тиофена и фурана.
Соавтор учебного пособия (вместе с Л. М. Сморгонским) «Задачи и упражнения по химии» (1934, М.: Учпедгиз), выдержавшего 26 изданий.
Написанный совместно с В. Н. Верховским и Л. М. Сморгонским учебник органической химии для 10 класса с 1932 по 1948 г. выдержал 13 изданий и был переведён на 24 языка.
Редактор коллективной монографии «Новые направления химии тиофена» (1976, М.: Наука).

## Награды и премии
Заслуженный деятель науки и техники РСФСР. Награждён орденами Трудового Красного Знамени и «Знак Почёта», шестью медалями и знаком «Отличник просвещения СССР».
Лауреат премии им. А. М. Бутлерова Академии наук СССР 1965 года — за исследования в области химии тиофена.
Похоронен на Введенском кладбище (21 уч.).